# Хэйг, Джульетт
Джулье́тт Хэйг (англ. Juliette Haigh; 4 августа 1982, Окленд, Новая Зеландия) — новозеландская спортсменка, выступающая в академической гребле. Бронзовый призёр Олимпийских игр 2012 года в двойках (с Ребеккой Скоун), трёхкратная чемпионка мира, двукратная обладательница «золота» «Rowing World Cup» и пятикратная обладательница «золота» «Rowing New Zealand».

## Личная жизнь
С 14 сентября 2013 года Джульетт замужем за гребцом Махе Драйсдейлом, с которым она встречалась 7 лет до их свадьбы. У супругов есть дочь (род. 3 октября 2014).